# Philipp Bertkau
Philipp Bertkau ( 11 de enero de 1849, Colonia - 22 de octubre de 1894, Bonn) fue un zoólogo alemán.
Estudió ciencias naturales en Bonn, donde recibió su doctorado en 1872. En el otoño de 1873 fue nombrado asistente en el Instituto Botánico de Múnich, que deja en la primavera del año siguiente para convertirse en asistente en el Instituto Zoológico de Bonn. Recibe su agregación en el mismo año.
Es miembro activo de la Sociedad de Historia Natural de la ciudad y se convirtió en su secretario. El 6 de noviembre de 1882, Bertkau fue nombrado profesor en la Academia de Agricultura de Poppelsdorf. En 1890, se convirtió en curador del Instituto de Zoología y Anatomía Comparada, lugar creado especialmente para él.
A los 44 años, sufría de trastornos nerviosos y de parálisis y murió poco después.
Trabajó en la anatomía de los artrópodos hermafroditas, en el olfato de las mariposas y en la anatomía y la fisiología de las arañas. Se hizo cargo de la sistemática, sobre todo entre las arañas de América del Sur y publicó algunas listas locales.

## Taxones descritos
- Anyphaenidae Bertkau, 1878
- Hahniidae Bertkau, 1878
- Sparassidae Bertkau, 1872
- Zoropsidae Bertkau, 1882
- Ancylometes Bertkau, 1880
- Chalcoscirtus Bertkau, 1880
- Comaroma Bertkau, 1889 (Anapidae)
- Diplocephalus Bertkau, 1883 (Linyphiidae)

## Algunas obras
- Über die Respirationsorgane der Araneen, 1872 (disertación)
- Arachniden, 1880
- Verzeichniss der von Prof. E. van Beneden auf seiner im Auftrage der belgischen Regierung unternommenen wissenschaftlichen Reise nach Brasilien und La Plata in Jahren 1872-5 gesammelten Arachniden, 1880 - Directory of Edouard Van Beneden on behalf of the Belgian government involving scientific travel to Brazil and La Plata in 1872–1875 (collectó arácnidos)
- Ueber das Cribellum und Calamistrum. Ein Beitrag zur Histiologie, Biologie und Systematik der Spinnen. Arch. f. Naturgesch. 1882. 48. 1. 316-362. pl. 18. - On the cribellum and calamistrum. A contribution involving the histology, biology and systematics of spiders
- "Various pamphlets on arachnida", 1889-1890 (publicado en inglés).[2]

## Honores

### Eponimia
- Steatoda bertkaui Thorell, 1881 (Theridiidae)

## Abreviatura (zoología)
La abreviatura Bertkau  se emplea para indicar a Philipp Bertkau como autoridad en la descripción y taxonomía en zoología.